# Agrotis junctoides
Agrotis junctoides är en fjärilsart som beskrevs av Lucas 1959. Agrotis junctoides ingår i släktet Agrotis och familjen nattflyn. Inga underarter finns listade i Catalogue of Life.